# كاريس كبير الثمار
كاريس كبير الثمار (الاسم العلمي:Carissa macrocarpa) هي نوع نباتي يتبع جنس الكاريس من فصيلة الدفلية. وصف هذا النوع من النبات علمياً لأول مرة من قبل كريستيان فريدريش إيكلون سنة 1844.